# Valeri Glushakov
Valeri Glushakov   (Nura District, 17 de març de 1959 - Moscou, 29 de març de 2017) és un exfutbolista kazakh de la dècada de 1980.
Pel que fa a clubs, defensà els colors de FC Spartak Moscou i PFC CSKA Moscou, entre d'altres.
Trajectòria com a entrenador:
- 1997–1998: FC Torpedo Moscou (administrador)
- 2001: FC Nika Moscou